# Cristina Bontaș
Cristina Bontaș, née le 5 décembre 1973 à Ştefan cel Mare (Roumanie), est une gymnaste artistique roumaine.
Lors des Championnats du monde de 1991, elle participe à toutes les finales, remportant notamment le titre au sol.

## Palmarès

### Jeux olympiques
- Barcelone 1992
  -  médaille d'argent au concours général par équipes
  -  médaille de bronze au sol
  - 4e au concours général individuel

### Championnats du monde
- Stuttgart 1989
  -  médaille d'argent au concours général par équipes
  -  médaille d'argent au saut de cheval
  -  médaille de bronze au sol
  - 4e au concours général individuel

- Indianapolis 1991
  -  médaille d'or au sol
  -  médaille de bronze au concours général par équipes
  -  médaille de bronze au concours général individuel
  - 4e au saut de cheval
  - 7e aux barres asymétriques
  - 8e à la poutre

### Championnats d'Europe
- Bruxelles 1989
  -  médaille de bronze au saut de cheval
  -  médaille de bronze au sol

- Athènes 1990
  -  médaille d'argent au saut de cheval
  - 7e au sol
  - 7e aux barres asymétriques